# 滑石冲水库
滑石冲水库是中国湖北省孝感市孝昌县境内的一座水库，位于府河支流黄孝界河上，建于1960年。水库正常库容为1898万立方米，集雨面积为30平方千米，海拔为103.92米。